# Consorti dei sovrani sassoni
Questa è una lista delle duchesse, elettrici e regine di Sassonia, le consorti del duca di Sassonia, dell'Elettorato di Sassonia, il Regno di Sassonia, la Casa di Ascania, Albertina e Ducati ernestini.

## Sassonia Ducale
Duchesse di Sassonia 
- Geva di Westfold, moglie di Widuking e figlia di re Goimo I di Danimarca e sorella dei re danesi Ragnar e Sigfrido, deceduta attorno all'800.

| Ottoni |                             |                                    |                  |                      |                  |                          |                       |                |
| Immagine | Nome                        | Padre                              | Nascita          | Matrimonio           | Diventò Duchessa | Cessò di essere Duchessa | Morte                 | Consorte       |
| | Oda                         | Billung                            | 805              | prima dell'830       | 845              | 866/12                   | 17 maggio 913         | Liudolfo       |
| | Edvige di Babenberg         | Enrico di Franconia                | 850/55           | 869/70               | 2 febbraio 880   | 24 dicembre 903          | ?                     | Ottone I       |
| | Matilde di Ringelheim       | Teodorico, conte di Vestfalia      | 895              | 909                  | 30 novembre 912  | 2 luglio 936             | 14 marzo 968          | Enrico I       |
| | Eadgyth d'Inghilterra       | Edoardo il Vecchio                 | 910              | 929                  | 2 luglio 936     | 26 gennaio 946           | 26 gennaio 946        | Ottone II      |
| | Adelaide di Borgogna        | Rodolfo II di Borgogna             | 931              | ottobre/novembre 951 | 951              | 961                      | 16 dicembre 999       | Ottone II      |
| Billunghi |                             |                                    |                  |                      |                  |                          |                       |                |
| | Oda                         |                                    |                  |                      |                  | 15 marzo                 |                       | Ermanno        |
| | Ildesuita di Westerbourg    |                                    |                  |                      |                  |                          |                       | Ermanno        |
| | Ildegarda di Stade          | Enrico I, conte di Stade           | 974/7            | 990                  | 990              | 9 febbraio 1011          | 3 ottobre 1011        | Bernardo I     |
| | Eilika di Schweinfurt       | Enrico di Schweinfurt              | 1000             | 1020                 | 1020             | 10 dicembre 1055/1056    | 10 dicembre 1055/1056 | Bernardo II    |
| | Vulfilde di Norvegia        | Olaf II di Norvegia                |                  | novembre 1042        | 29 giugno 1059   | 24 maggio 1071           | 24 maggio 1071        | Ordolfo        |
| | Gertrude di Haldensleben    | Corrado di Haldensleben            |                  | 1071                 | 1071             | 28 marzo 1072            | 21 febbraio 1116      | Ordolfo        |
| | Sofia di Ungheria           | Béla I d'Ungheria                  | 1045-1050        | 6 marzo 1070         | 28 marzo 1072    | 18 giugno 1095           | 18 giugno 1095        | Magnus         |
| Supplinburghi |                             |                                    |                  |                      |                  |                          |                       |                |
| | Richenza di Northeim        | Enrico di Frisia                   | 1087-1089        | 1100                 | 23 agosto 1106   | 4 dicembre 1137          | 10 giugno 1141        | Lotario II     |
| Welfen |                             |                                    |                  |                      |                  |                          |                       |                |
| | Gertrude di Supplimburgo    | Lotario II del Sacro Romano Impero | 18 aprile 1115   | 29 maggio 1127       | 4 dicembre 1137  | 20 ottobre 1139          | 18 aprile 1143        | Enrico X       |
| Ascanidi |                             |                                    |                  |                      |                  |                          |                       |                |
| | Sofia di Winzenburg         | Ermanno I di Winzenburg            |                  | 7 dicembre 1124      | 20 ottobre 1139  | 1142                     | 25 marzo 1160         | Alberto l'Orso |
| Welfen |                             |                                    |                  |                      |                  |                          |                       |                |
| | Clemenza di Zähringen       | Corrado I di Zähringen             |                  | 1147                 | 1147             | 23 novembre 1162         | 1167                  | Enrico III     |
| | Matilde d'Inghilterra       | Enrico II d'Inghilterra            | giugno 1156      | 1º febbraio 1168     | 1º febbraio 1168 | 1180                     | 13 luglio 1189        | Enrico III     |
| Ascanidi |                             |                                    |                  |                      |                  |                          |                       |                |
| | Giuditta di Polonia         | Miecislao III di Polonia           | 1154             | 1173                 | 1180             | 12 dicembre 1201         | 12 dicembre 1201      | Bernardo       |
| | Agnese d'Austria            | Leopoldo IV di Babenberg           | 19 febbraio 1205 | 1222                 | 1222             | 29 agosto 1226           | 29 agosto 1226        | Alberto I      |
| | Agnese di Turingia          | Ermanno I di Turingia              | 1205             | 1238                 | 1238             | 1246                     | 1246                  | Alberto I      |
| | Elena di Brunswick-Lüneburg | Ottone I di Brunswick-Lüneburg     | 18 marzo 1223    | 1247                 | 1247             | 7 ottobre 1260           | 6 settembre 1273      | Alberto I      |
| Nel 1260 la Sassonia si divise nei ducati di Sassonia-Wittenberg e Sassonia-Lauenburg i cui governanti reclamarono ed utilizzarono il titolo di Duchi di Sassonia, Vestfalia e Angria. |                             |                                    |                  |                      |                  |                          |                       |                |

## Sassonia Ducale Ascanide
Duchesse di Sassonia-Lauenburg 
| Ascanidi - Linea di Sassonia-Lauenburg |                                                               |                                                                     |                   |                     |                                                |                                                              |                   |                       |
| Immagine | Nome                                                          | Padre                                                               | Nascita           | Matrimonio          | Diventò Duchessa                               | Cessò di essere Duchessa                                     | Morte             | Consorte              |
| | Ingeborg Birgersdotter                                        | Birger Magnusson                                                    | 1253              | 1270                | 1270                                           | 1282                                                         | 30 giugno 1302    | Giovanni I            |
| | Agnese d'Asburgo                                              | Rodolfo I d'Asburgo                                                 | 1257              | ottobre 1273        | ottobre 1273                                   | 1282                                                         | 11 ottobre 1322   | Alberto II            |
| Nel 1305 la Sassonia-Lauenburg si divise nei ducati di Sassonia-Bergedorf-Mölln (1305-1401) e Sassonia-Ratzeburg-Lauenburg (1305-1689) i cui regnanti utilizzarono i titoli di duchi di Sassonia, Vestfalia e Angria. |                                                               |                                                                     |                   |                     |                                                |                                                              |                   |                       |
| Ascanidi - Linea di Sassonia-Bergedorf-Mölln |                                                               |                                                                     |                   |                     |                                                |                                                              |                   |                       |
| | Elisabetta di Holstein-Rendsburg                              | Enrico I di Holstein-Rendsburg                                      | 1300              | 1315                | 1315                                           | 22 aprile 1322                                               | prima del 1340    | Giovanni II           |
| | Beata di Schwerin                                             | Gunzelino VI di Schwerin                                            |                   | 30 maggio 1334      | 30 maggio 1334                                 | prima del 1341                                               | 1341              | Alberto IV            |
| | Sofia di Werle-Güstrow                                        | Giovanni II di Werle-Güstrow                                        | 1329              | 1341                | 1341                                           | 1343                                                         | 5 settembre 1364  | Alberto IV            |
| | Caterina di Werle-Güstrow                                     | Niccolò III di Werle-Güstrow                                        |                   | 25 gennaio 1366     | 25 gennaio 1366                                | 1370                                                         | 17 dicembre 1402  | Alberto IV            |
| Nel 1401 la Sassonia-Lauenburg venne riunificata quando la linea di Sassonia-Bergedorf-Mölln si estinse ed Eric IV di Sassonia-Ratzeburg-Lauenburg ereditò i territori di Sassonia-Bergedorf-Mölln. |                                                               |                                                                     |                   |                     |                                                |                                                              |                   |                       |
| Ascanidi - Linea di Sassonia-Ratzeburg-Lauenburg |                                                               |                                                                     |                   |                     |                                                |                                                              |                   |                       |
| | Margherita di Brandenburg-Salzwedel                           | Alberto III di Brandeburgo-Salzwedel                                | 1270              | 24 settembre 1302   | 24 settembre 1302                              | 1308                                                         | 1º maggio 1315    | Alberto III           |
| | Elisabetta di Pomerania                                       | Boghislao IV di Pomerania                                           | 1291              | 1318                | 1318                                           | 1338                                                         | 16 ottobre 1349   | Eric I                |
| | Agnese di Holstein                                            | Giovanni III di Holstein-Plön                                       |                   | 1342/1349           | 1342/1349                                      | 1368                                                         | 1386/7            | Eric II               |
| | Sofia di Brunswick-Wolfenbüttel                               | Magno II di Brunswick-Wolfenbüttel                                  | 1358              | 8 aprile 1373       | 8 aprile 1373                                  | 21 giugno 1411                                               | 28 maggio 1416    | Eric IV               |
| Nel 1401 la Sassonia-Lauenburg venne riunificata quando la linea di Sassonia-Bergedorf-Mölln si estinse ed Eric IV di Sassonia-Ratzeburg-Lauenburg ereditò i territori di Sassonia-Bergedorf-Mölln. |                                                               |                                                                     |                   |                     |                                                |                                                              |                   |                       |
| | Elisabetta di Holstein-Rendsburg                              | Nicola di Holstein-Rendsburg                                        | 1384              | 1404                | 21 giugno 1411                                 | 28 maggio 1416                                               | 28 maggio 1416    | Eric V                |
| | Elisabetta di Weinsberg                                       | Corrado IX di Weinsberg                                             | 1397              | 1422                | 1422                                           | 1436                                                         | 26 gennaio 1498   | Eric V                |
| | Adelaide di Pomerania                                         | Boghislao VIII di Pomerania                                         | 1410              | 2 febbraio 1429     | 1436                                           | 1444/1445                                                    | 1444/1445         | Bernardo III          |
| | Dorotea di Brandeburgo                                        | Federico II di Brandeburgo                                          | 1446/1448         | 12 febbraio 1464    | 12 febbraio 1464                               | 15 agosto 1507                                               | 1519              | Giovanni V            |
| | Caterina di Brunswick-Wolfenbüttel                            | Enrico IV di Brunswick-Lüneburg                                     | 1488              | 17/20 novembre 1509 | 17/20 novembre 1509                            | 1º agosto 1543                                               | 29 giugno 1563    | Magnus I              |
| | Sibilla di Sassonia                                           | Enrico IV di Sassonia                                               | 2 maggio 1515     | 8 febbraio 1540     | 1º agosto 1543                                 | 1571                                                         | 18 luglio 1592    | Francesco I           |
| | Sofia di Svezia                                               | Gustavo I di Svezia                                                 | 29 ottobre 1547   | 4 luglio 1568       | 1571                                           | 1574                                                         | 17 marzo 1611     | Magnus II             |
| | Margherita di Pomerania-Wolgast                               | Filippo I di Pomerania-Wolgast                                      | 9 marzo 1553      | 26 dicembre 1574    | 19 marzo 1581                                  | 7 agosto 1581                                                | 7 agosto 1581     | Francesco II          |
| | Maria di Brunswick-Wolfenbüttel                               | Giulio di Brunswick-Lüneburg                                        | 13 gennaio 1566   | 10 novembre 1582    | 10 novembre 1582                               | 2 luglio 1619                                                | 13 agosto 1626    | Francesco II          |
| | Elisabetta Sofia di Holstein-Gottorp                          | Giovanni Adolfo di Holstein-Gottorp                                 | 12 dicembre 1599  | 5 marzo 1621        | 5 marzo 1621                                   | 25 novembre 1627                                             | 25 novembre 1627  | Augusto               |
| | Caterina di Oldenburg                                         | Giovanni VII di Oldenburg                                           | 20 settembre 1582 | 4 giugno 1633       | 4 giugno 1633                                  | 29 febbraio 1644                                             | 29 febbraio 1644  | Augusto               |
| | Anna Maddalena di Lobkowitz                                   | Guglielmo il di Lobkowicz                                           | 20 luglio 1606    | 18 agosto 1632      | 18 gennaio 1656                                | 20 novembre 1665                                             | 7 settembre 1668  | Giulio Enrico         |
| | Sibilla Edvige di Sassonia-Lauenburg                          | Augusto di Sassonia-Lauenburg                                       | 30 luglio 1625    | 1654                | 20 novembre 1665                               | 30 luglio 1666                                               | 1º agosto 1703    | Francesco Ermanno     |
| | Edvige del Palatinato-Sulzbach                                | Cristiano Augusto del Palatinato-Sulzbach                           | 15 aprile 1650    | 9 aprile 1668       | 9 aprile 1668                                  | 23 novembre 1681                                             | 23 novembre 1681  | Giulio Francesco      |
| Nel 1689 si estinse la linea maschile degli Ascanidi di Sassonia-Lauenburg. La casata di Welfen usurpò i territori del ducato impedendo all'erede legittima Anna Maria Francesca di Sassonia-Lauenburg di ereditarne il titolo. Al suo posto si insediò il duca Giorgio Guglielmo di Brunswick-Lüneburg-Celle. |                                                               |                                                                     |                   |                     |                                                |                                                              |                   |                       |
| Brunswick-Lüneburg-Celle |                                                               |                                                                     |                   |                     |                                                |                                                              |                   |                       |
| | Éléonore d'Esmier d'Olbreuse                                  | Alexandre d'Esmier d'Olbreuse                                       | 3 gennaio 1639    | 1676                | 1689 Il marito acquisisce il titolo            | 28 agosto 1705                                               | 5 febbraio 1722   | Giorgio Guglielmo     |
| Nel 1705 si estinse la linea di Celle che venne succeduta dalla linea di Brunswick-Lüneburg-Calenberg, più comunemente nota con il nome di casata di Hannover che nel 1714 ascese sul trono inglese. Per un secolo quindi, dal 1714 al 1814, il sovrano del Regno Unito fu anche Duca di Sassonia-Lauenburg. |                                                               |                                                                     |                   |                     |                                                |                                                              |                   |                       |
| Hannover |                                                               |                                                                     |                   |                     |                                                |                                                              |                   |                       |
| | Carolina di Brandeburgo-Ansbach                               | Giovanni Federico di Brandeburgo-Ansbach                            | 1º marzo 1683     | 22 agosto 1705      | 11 giugno 1727                                 | 20 novembre 1737                                             | 20 novembre 1737  | Giorgio II Augusto    |
| | Carlotta di Meclemburgo-Strelitz                              | Carlo Ludovico Federico di Meclemburgo-Strelitz                     | 19 maggio 1744    | 8 settembre 1761    | 8 settembre 1761                               | 6 aprile 1814 La casa di Hannover perde il titolo            | 17 novembre 1818  | Giorgio III Guglielmo |
| Con la dissoluzione del Sacro Romano Impero, avvenuta il 6 agosto 1806, la Sassonia-Lauenburg acquisì un'indipendenza de jure, ma fu de facto oggetto di continue occupazioni e liberazioni per tutto il corso delle guerre napoleoniche. Durante questo periodo il sovrano britannico continuò a mantenere formalmente il titolo di Duca di Sassonia-Lauenburg. Con il congresso di Vienna il territorio di Sassonia-Lauenburg venne affidato alla casa di Oldenburg da secoli saldamente insediata sul trono danese. |                                                               |                                                                     |                   |                     |                                                |                                                              |                   |                       |
| Oldenburg |                                                               |                                                                     |                   |                     |                                                |                                                              |                   |                       |
| | Maria Sofia Federica d'Assia-Kassel                           | Carlo d'Assia-Kassel                                                | 28 ottobre 1767   | 31 luglio 1790      | 6 aprile 1814 Il marito acquisisce il titolo   | 3 dicembre 1839                                              | 22 marzo 1852     | Federico I            |
| | Carolina Amalia di Schleswig-Holstein-Sonderburg-Augustenburg | Federico Cristiano II di Schleswig-Holstein-Sonderburg-Augustenburg | 28 luglio 1796    | 22 maggio 1815      | 3 dicembre 1839                                | 20 gennaio 1848                                              | 9 marzo 1881      | Cristiano I           |
| Nel 1863 la dinastia di Oldenburg si estinse in linea maschile e sul trono danese salì il ramo cadetto di Glücksburg. |                                                               |                                                                     |                   |                     |                                                |                                                              |                   |                       |
| Schleswig-Holstein-Sonderburg-Glücksburg |                                                               |                                                                     |                   |                     |                                                |                                                              |                   |                       |
| | Luisa d'Assia-Kassel                                          | Guglielmo d'Assia-Kassel                                            | 7 settembre 1817  | 26 maggio 1842      | 5 dicembre 1863                                | 30 ottobre 1864 Il marito perde il titolo                    | 29 settembre 1898 | Cristiano II          |
| Nel 1864, a seguito della Seconda guerra dello Schleswig, il territorio di Sassonia-Lauenburg venne occupato dalle truppe prussiane. La casa reale danese perse il titolo di Duca di Sassonia-Lauenburg che venne adottato dal re di Prussia. |                                                               |                                                                     |                   |                     |                                                |                                                              |                   |                       |
| Hohenzollern |                                                               |                                                                     |                   |                     |                                                |                                                              |                   |                       |
| | Augusta di Sassonia-Weimar-Eisenach                           | Carlo Federico di Sassonia-Weimar-Eisenach                          | 30 settembre 1811 | 11 giugno 1829      | 30 ottobre 1864 Il marito acquisisce il titolo | 1876 Titolo abolito e territorio annesso al regno di Prussia | 7 gennaio 1890    | Guglielmo             |
| Nel 1876 Guglielmo I di Prussia, da cinque anni imperatore tedesco, decise di abolire il ducato di Sassonia-Lauenburg e di includerne i territori nel circondario del ducato di Lauenburg all'interno della provincia prussiana dello Schleswig-Holstein. Nel 1890 il cancelliere tedesco Otto von Bismarck venne insignito del titolo onorifico di duca di Lauenburg ma non fu mai sovrano effettivo del territorio.                                                                                                  |                                                               |                                                                     |                   |                     |                                                |                                                              |                   |                       |
| Bismarck |                                                               |                                                                     |                   |                     |                                                |                                                              |                   |                       |
| | Johanna von Puttkamer                                         | Heinrich von Puttkamer                                              | 11 aprile 1824    | 28 luglio 1847      | 1890 Il marito riceve il titolo di cortesia    | 27 novembre 1894                                             | Otto von Bismarck | Otto von Bismarck     |

 Duchesse di Sassonia-Wittenberg 
| Ascanidi - Linea di Sassonia-Wittenberg                                                 |                            |                                   |                  |                  |                  |                          |                |             |
| Immagine                                                                                | Nome                       | Padre                             | Nascita          | Matrimonio       | Diventò Duchessa | Cessò di essere Duchessa | Morte          | Consorte    |
|                                                                                         | Giuditta di Brandeburgo    | Ottone V di Brandeburgo-Salzwedel | 1275-1286        | 1298             | 25 agosto 1298   | 9 maggio 1328            | 9 maggio 1328  | Rodolfo I   |
|                                                                                         | Cunegonda di Polonia       | Ladislao I di Polonia             | 1298             | 28 agosto 1328   | 28 agosto 1328   | 9 aprile 1333            | 9 aprile 1333  | Rodolfo I   |
|                                                                                         | Agnese di Lindow-Ruppin    | Ulrico I di Lindow-Ruppin         | 18 dicembre 1314 | 1333             | 1333             | 9 maggio 1343            | 9 maggio 1343  | Rodolfo I   |
| Dal 1355 al 1422 le duchesse di Sassonia-Wittenberg furono anche elettrici di Sassonia. |                            |                                   |                  |                  |                  |                          |                |             |
|                                                                                         | Elisabetta d'Assia         | Ottone I d'Assia                  |                  | 8 maggio 1336    | 11 marzo 1356    | 6 dicembre 1370          | 30 maggio 1373 | Rodolfo II  |
|                                                                                         | Cecilia di Carrara         | Francesco I da Carrara            |                  | 11 maggio 1371   | 11 maggio 1371   | 15 maggio 1388           | 1427/1435      | Venceslao I |
|                                                                                         | Anna di Turingia           | Baldassarre di Turingia           | 1377             | 30 novembre 1389 | 15 maggio 1388   | 4 luglio 1395            | 4 luglio 1395  | Rodolfo III |
|                                                                                         | Barbara di Slesia-Liegnitz | Ruperto I di Slesia-Liegnitz      | 1372-1384        | 6 marzo 1396     | 6 marzo 1396     | 11 giugno 1419           | 17 maggio 1435 | Rodolfo III |
|                                                                                         | Eufemia di Oels            | Corrado III duca di Oleśnica      | 1390             | 14 gennaio 1402? | 11 giugno 1419   | 12 novembre 1422         | 1444           | Alberto III |

## Margravie di Sassonia-Meißen
| Wettin - Linea Albertina |                                  |                                  |                  |                  |                   |                                  |                  |             |
| Immagine                 | Nome                             | Padre                            | Nascita          | Matrimonio       | Diventò Margravia | Cessò di essere Margravia        | Morte            | Consorte    |
|                          | Sidonia di Boemia                | Giorgio di Boemia                | 14 novembre 1449 | 11 novembre 1464 | 11 novembre 1464  | 12 settembre 1500                | 1º febbraio 1510 | Alberto III |
|                          | Barbara Jagellona                | Casimiro IV di Polonia           | 15 luglio 1478   | 21 novembre 1496 | 12 settembre 1500 | 15 febbraio 1534                 | 15 febbraio 1534 | Giorgio     |
|                          | Caterina di Meclemburgo-Schwerin | Magno II di Meclemburgo-Schwerin | 1487             | 6 luglio 1512    | 17 aprile 1539    | 18 agosto 1541                   | 6 giugno 1561    | Enrico IV   |
|                          | Agnese d'Assia                   | Filippo I d'Assia                | 31 maggio 1527   | 9 gennaio 1541   | 18 agosto 1541    | 24 aprile 1547 diventa elettrice | 4 novembre 1555  | Maurizio    |

## Langravie di Sassonia-Turingia
| Wettin - Linea Ernestina |                                   |                             |                 |                 |                   |                           |                  |                      |
| Immagine                 | Nome                              | Padre                       | Nascita         | Matrimonio      | Diventò Langravia | Cessò di essere Langravia | Morte            | Consorte             |
|                          | Sibilla di Jülich-Kleve-Berg      | Giovanni III di Kleve       | 17 gennaio 1512 | 9 febbraio 1527 | 24 aprile 1547    | 21 febbraio 1554          | 21 febbraio 1554 | Giovanni Federico I  |
|                          | Agnese d'Assia                    | Filippo I d'Assia           | 31 maggio 1527  | 26 maggio 1555  | 26 maggio 1555    | 4 novembre 1555           | 4 novembre 1555  | Giovanni Federico II |
|                          | Elisabetta del Palatinato-Simmern | Federico III del Palatinato | 30 giugno 1540  | 12 giugno 1558  | 12 giugno 1558    | novembre 1566             | 8 febbraio 1594  | Giovanni Federico II |

## Elettorato di Sassonia
Elettrici di Sassonia 
| Ascanidi |                                              |                                            |                   |                   |                   |                           |                  |                      |
| Immagine | Nome                                         | Padre                                      | Nascita           | Matrimonio        | Diventò Elettrice | Cessò di essere Elettrice | Morte            | Consorte             |
|          | Elisabetta d'Assia                           | Ottone I d'Assia                           | ?                 | 8 maggio 1336     | 11 marzo 1356     | 6 dicembre 1370           | 30 maggio 1373   | Rodolfo II           |
|          | Cecilia di Carrara                           | Francesco I da Carrara                     | ?                 | 11 maggio 1371    | 11 maggio 1371    | 15 maggio 1388            | 1427/1435        | Venceslao I          |
|          | Anna di Turingia                             | Baldassarre di Turingia                    | 1377              | 30 novembre 1389  | 15 maggio 1388    | 4 luglio 1395             | 4 luglio 1395    | Rodolfo III          |
|          | Barbara di Slesia-Liegnitz                   | Ruperto I di Slesia-Liegnitz               | 1372-1384         | 6 marzo 1396      | 6 marzo 1396      | 11 giugno 1419            | 17 maggio 1435   | Rodolfo III          |
|          | Eufemia di Oels                              | Corrado III duca di Oleśnica               | 1390              | 14 gennaio 1402?  | 11 giugno 1419    | 12 novembre 1422          | 1444             | Alberto III          |
| Wettin   |                                              |                                            |                   |                   |                   |                           |                  |                      |
|          | Caterina di Brunswick-Lüneburg               | Enrico di Brunswick-Lüneburg               | 1395              | 8 febbraio 1402   | 6 gennaio 1423    | 4 gennaio 1428            | 28 dicembre 1442 | Federico I           |
|          | Margherita d'Austria                         | Ernesto I d'Asburgo                        | 1416/17           | 3 giugno 1431     | 3 giugno 1431     | 7 settembre 1464          | 12 febbraio 1486 | Federico II          |
|          | Elisabetta di Baviera                        | Alberto III di Baviera                     | 2 febbraio 1443   | 19 novembre 1460  | 7 settembre 1464  | 5 marzo 1486              | 5 marzo 1486     | Ernesto              |
|          | Sibilla di Jülich-Kleve-Berg                 | Giovanni III di Kleve                      | 17 gennaio 1512   | 9 febbraio 1527   | 16 agosto 1532    | 24 aprile 1547            | 21 febbraio 1554 | Giovanni Federico I  |
|          | Agnese d'Assia                               | Filippo I d'Assia                          | 31 maggio 1527    | 9 gennaio 1541    | 24 aprile 1547    | 9 luglio 1553             | 4 novembre 1555  | Maurizio             |
|          | Anna di Danimarca                            | Cristiano III di Danimarca                 | 22 novembre 1532  | 7 ottobre 1548    | 9 luglio 1553     | 1º ottobre 1585           | 1º ottobre 1585  | Augusto              |
|          | Agnese Edvige di Anhalt                      | Gioacchino Ernesto di Anhalt               | 12 marzo 1573     | 3 gennaio 1586    | 3 gennaio 1586    | 11 febbraio 1586          | 3 novembre 1616  | Augusto              |
|          | Sofia di Brandeburgo                         | Giovanni Giorgio di Brandeburgo            | 6 giugno 1568     | 25 aprile 1582    | 11 febbraio 1586  | 25 settembre 1591         | 7 dicembre 1622  | Cristiano I          |
|          | Edvige di Danimarca                          | Federico II di Danimarca                   | 5 agosto 1581     | 12 settembre 1602 | 12 settembre 1602 | 23 giugno 1611            | 26 novembre 1641 | Cristiano II         |
|          | Maddalena Sibilla di Prussia                 | Alberto Federico di Prussia                | 31 dicembre 1586  | 19 luglio 1607    | 23 giugno 1611    | 8 ottobre 1656            | 12 febbraio 1659 | Giovanni Giorgio I   |
|          | Maddalena Sibilla di Brandeburgo-Bayreuth    | Cristiano di Brandeburgo-Bayreuth          | 1º novembre 1612  | 13 novembre 1638  | 8 ottobre 1656    | 22 agosto 1680            | 20 marzo 1687    | Giovanni Giorgio II  |
|          | Anna Sofia di Danimarca                      | Federico III di Danimarca                  | 1º settembre 1647 | 9 ottobre 1666    | 22 agosto 1680    | 12 settembre 1691         | 1º luglio 1717   | Giovanni Giorgio III |
|          | Eleonora Erdmuthe di Sassonia-Eisenach       | Giovanni Giorgio I di Sassonia-Eisenach    | 13 aprile 1662    | 17 aprile 1692    | 17 aprile 1692    | 27 aprile 1694            | 9 settembre 1696 | Giovanni Giorgio IV  |
|          | Cristiana Eberardina di Brandeburgo-Bayreuth | Cristiano Ernesto di Brandeburgo-Bayreuth  | 19 dicembre 1671  | 20 gennaio 1693   | 27 aprile 17694   | 4 settembre 1727          | 4 settembre 1727 | Federico Augusto I   |
|          | Maria Giuseppa d'Austria                     | Giuseppe I d'Asburgo                       | 8 dicembre 1699   | 20 agosto 1719    | 1º febbraio 1733  | 17 novembre 1757          | 17 novembre 1757 | Federico Augusto II  |
|          | Maria Antonia di Baviera                     | Carlo VII di Baviera                       | 18 luglio 1724    | 20 giugno 1747    | 5 ottobre 1763    | 17 dicembre 1763          | 23 aprile 1780   | Federico Cristiano   |
|          | Amalia di Zweibrücken-Birkenfeld             | Federico Michele di Zweibrücken-Birkenfeld | 10 maggio 1752    | 29 gennaio 1769   | 29 gennaio 1769   | 20 dicembre 1806          | 15 novembre 1828 | Federico Augusto III |

## Sassonia Ducale Albertina
Duchesse di Sassonia-Weissenfels 
| Duchesse di Sassonia-Weissenfels |                                           |                                             |                 |                  |                                    |                          |                  |                    |
| Immagine | Nome                                      | Padre                                       | Nascita         | Matrimonio       | Diventò Duchessa                   | Cessò di essere Duchessa | Morte            | Consorte           |
| | Anna Maria di Meclemburgo-Schwerin        | Adolfo Federico I di Meclemburgo-Schwerin   | 1º luglio 1627  | 23 novembre 1647 | 22 aprile 1657                     | 11 dicembre 1669         | 11 dicembre 1669 | Augusto            |
| | Giovanna Valpurga di Leiningen-Westerburg | Giorgio Guglielmo di Leiningen-Westerburg   | 3 giugno 1647   | 29 gennaio 1672  | 29 gennaio 1672                    | 4 agosto 1680            | 4 novembre 1687  | Augusto            |
| | Giovanna Maddalena di Sassonia-Altenburg  | Federico Guglielmo II di Sassonia-Altenburg | 14 gennaio 1656 | 25 ottobre 1671  | 4 agosto 1680                      | 22 gennaio 1686          | 22 gennaio 1686  | Giovanni Adolfo I  |
| | Federica Elisabetta di Sassonia-Eisenach  | Giovanni Giorgio I di Sassonia-Eisenach     | 5 maggio 1669   | 7 gennaio 1698   | 7 gennaio 1698                     | 16 marzo 1712            | 12 novembre 1730 | Giovanni Giorgio   |
| | Luisa Cristina di Stolberg-Ortenberg      | Cristoforo Luigi I di Stolberg-Ortenberg    | 21 gennaio 1675 | 12 maggio 1712   | 12 maggio 1712                     | 28 giugno 1736           | 16 maggio 1738   | Cristiano          |
| | Federica di Sassonia-Gotha-Altenburg      | Federico II di Sassonia-Gotha-Altenburg     | 17 luglio 1715  | 27 novembre 1734 | 28 giugno 1736                     | 16 maggio 1746           | 2 maggio 1775    | Giovanni Adolfo II |
| Nel 1746, la linea di Sassonia-Weissenfels si estinse e le loro terre furono reincorporate nell'Elettorato di Sassonia.              |                                           |                                             |                 |                  |                                    |                          |                  |                    |
| Duchesse di Sassonia-Weissenfels-Barby                                                                                               |                                           |                                             |                 |                  |                                    |                          |                  |                    |
| | Elisabetta Albertina di Anhalt-Dessau     | Giovanni Giorgio II di Anhalt-Dessau        | 1º maggio 1665  | 30 marzo 1686    | 30 marzo 1686                      | 5 ottobre 1706           | 5 ottobre 1706   | Enrico             |
| | Augusta Luisa di Württemberg-Oels         | Cristiano Ulrico I di Württemberg-Oels      | 21 gennaio 1698 | 18 febbraio 1721 | 16 febbraio 1728 ascesa del marito | 1732 divorzio            | 4 gennaio 1739   | Giorgio Alberto    |
| Nel 1739, la linea di Sassonia-Weissenfels-Barby si estinse e le loro terre furono reincorporate nel Ducato di Sassonia-Weissenfels. |                                           |                                             |                 |                  |                                    |                          |                  |                    |
| Duchesse di Sassonia-Weissenfels-Dahme                                                                                               |                                           |                                             |                 |                  |                                    |                          |                  |                    |
| | Emilia Agnese di Reuss-Schleiz            | Enrico I di Reuss-Schleiz                   | 11 agosto 1667  | 13 febbraio 1711 | 13 febbraio 1711                   | 16 aprile 1715           | 15 ottobre 1729  | Federico           |
| Nel 1715, la linea di Sassonia-Weissenfels-Dahme si estinse e le loro terre furono reincorporate nel Ducato di Sassonia-Weissenfels. |                                           |                                             |                 |                  |                                    |                          |                  |                    |

 Duchesse di Sassonia-Merseburg 
| Duchesse di Sassonia-Merseburg |                                                       |                                                                   |                   |                  |                                   |                                                       |                 |                    |
| Immagine | Nome                                                  | Padre                                                             | Nascita           | Matrimonio       | Diventò Duchessa                  | Cessò di essere Duchessa                              | Morte           | Consorte           |
| | Cristiana di Schleswig-Holstein-Sonderburg-Glücksburg | Filippo, Duca di Schleswig-Holstein-Sonderburg-Glücksburg         | 22 settembre 1634 | 19 novembre 1650 | 22 aprile 1657 ascesa del marito  | 18 ottobre 1691 morte del marito                      | 20 maggio 1701  | Cristiano I        |
| | Erdmute Dorotea di Sassonia-Zeitz                     | Maurizio, Duca di Sassonia-Zeitz (Wettin)                         | 13 novembre 1661  | 14 ottobre 1679  | 18 ottobre 1691 ascesa del marito | 20 ottobre 1694 morte del marito                      | 29 aprile 1720  | Cristiano II       |
| | Enrichetta Carlotta di Nassau-Idstein                 | Giorgio Augusto, Conte di Nassau-Idstein (Nassau-Idstein)         | 9 novembre 1693   | 4 novembre 1711  | 4 novembre 1711                   | 21 aprile 1731 morte del marito                       | 8 aprile 1734   | Maurizio Guglielmo |
| | Elisabetta di Meclemburgo-Güstrow                     | Gustavo Adolfo, Duca di Meclemburgo-Güstrow (Meclemburgo-Güstrow) | 3 settembre 1668  | 29 marzo 1692    | 21 aprile 1731 ascesa del marito  | 28 luglio 1738 morte del marito                       | 25 agosto 1738  | Enrico             |
| Nel 1738, la linea di Sassonia-Merseburg si estinse e le loro terre furono reincorporate nell'Elettorato di Sassonia.                 |                                                       |                                                                   |                   |                  |                                   |                                                       |                 |                    |
| Duchesse di Sassonia-Merseburg-Zörbig                                                                                                 |                                                       |                                                                   |                   |                  |                                   |                                                       |                 |                    |
| | Edvige di Meclemburgo-Güstrow                         | Gustavo Adolfo, Duca di Meclemburgo-Güstrow (Meclemburgo-Güstrow) | 12 gennaio 1666   | 1º dicembre 1686 | 1691 ascesa del marito            | 27 marzo 1715 morte del marito                        | 9 agosto 1735   | Augusto            |
| Nel 1715, la linea di Sassonia-Merseburg-Zörbig si estinse e le loro terre furono reincorporate nel Ducato di Sassonia-Merseburg.     |                                                       |                                                                   |                   |                  |                                   |                                                       |                 |                    |
| Duchesse di Sassonia-Merseburg-Lauchstädt                                                                                             |                                                       |                                                                   |                   |                  |                                   |                                                       |                 |                    |
| | Eleonora Sofia di Sassonia-Weimar                     | Giovanni Ernesto II, Duca di Sassonia-Weimar (Wettin)             | 22 marzo 1660     | 9 luglio 1684    | 9 luglio 1684                     | 4 febbraio 1687                                       | 4 febbraio 1687 | Filippo            |
| | Luisa Elisabetta di Württemberg-Oels                  | Cristiano Ulrico I, Duca di Württemberg-Oels (Württemberg)        | 22 febbraio 1673  | 17 agosto 1688   | 17 agosto 1688                    | 1º luglio 1690 morte del marito                       | 28 aprile 1736  | Filippo            |
| Nel 1690, la linea di Sassonia-Merseburg-Lauchstädt si estinse e le loro terre furono reincorporate nel Ducato di Sassonia-Merseburg. |                                                       |                                                                   |                   |                  |                                   |                                                       |                 |                    |
| Duchesse di Sassonia-Merseburg-Spremberg                                                                                              |                                                       |                                                                   |                   |                  |                                   |                                                       |                 |                    |
| | Elisabetta di Meclemburgo-Güstrow                     | Gustavo Adolfo, Duca di Meclemburgo-Güstrow (Meclemburgo-Güstrow) | 3 settembre 1668  | 29 marzo 1692    | 1694 ascesa del marito            | 21 aprile 1731 diventò Duchessa di Sassonia-Merseburg | 25 agosto 1738  | Enrico             |

 Duchesse di Sassonia-Zeitz 
| Duchesse di Sassonia-Zeitz |                                                              |                                                              |                  |                  |                                                      |                                   |                  |                    |
| Immagine | Nome                                                         | Padre                                                        | Nascita          | Matrimonio       | Diventò Duchessa                                     | Cessò di essere Duchessa          | Morte            | Consorte           |
| | Dorotea Maria di Sassonia-Weimar                             | Guglielmo, Duca di Sassonia-Weimar (Wettin)                  | 14 ottobre 1641  | 3 luglio 1656    | 22 aprile 1657 ascesa del marito                     | 11 giugno 1675                    | 11 giugno 1675   | Maurizio           |
| | Sofia Elisabetta di Schleswig-Holstein-Sonderburg-Wiesenburg | Filippo Luigi di Schleswig-Holstein-Sonderburg-Wiesenburg    | 4 maggio 1653    | 14 giugno 1676   | 14 giugno 1676                                       | 4 dicembre 1681 morte del marito  | 19 agosto 1684   | Maurizio           |
| | Maria Amalia di Brandeburgo                                  | Federico Guglielmo I, Elettore di Brandeburgo (Hohenzollern) | 16 novembre 1670 | 25 giugno 1689   | 25 giugno 1689                                       | 15 novembre 1718 morte del marito | 17 novembre 1739 | Maurizio Guglielmo |
| Nel 1718, la linea di Sassonia-Zeitz si estinse e le loro terre furono reincorporate nell'Elettorato di Sassonia.                                                                      |                                                              |                                                              |                  |                  |                                                      |                                   |                  |                    |
| Duchesse di Sassonia-Zeitz-Pegau-Neustadt |                                                              |                                                              |                  |                  |                                                      |                                   |                  |                    |
| | Sofia Angelica di Württemberg-Oels                           | Cristiano Ulrico I, Duca di Württemberg-Oels (Württemberg)   | 30 maggio 1677   | 23 aprile 1699   | dopo il 23 aprile 1699 il marito riceve l'appanaggio | 11 November 1700                  | 11 November 1700 | Federico Enrico    |
| | Anna di Schleswig-Holstein-Sonderburg-Wiesenburg             | Filippo Luigi di Schleswig-Holstein-Sonderburg-Wiesenburg    | 4 luglio 1665    | 27 febbraio 1702 | 27 febbraio 1702                                     | 18 dicembre 1713 morte del marito | 25 febbraio 1748 | Federico Enrico    |
| Nel 1718, la linea di Sassonia-Zeitz-Pegau-Neustadt si estinse, dopo che il Duca Maurizio Adolfo Carlo diventò prete, le loro terre furono reincorporate nel Ducato di Sassonia-Zeitz. |                                                              |                                                              |                  |                  |                                                      |                                   |                  |                    |

## Sassonia Ernestina
Duchesse di Sassonia-Weimar 
| Immagine | Nome                                                 | Padre                                                                                     | Nascita          | Matrimonio       | Diventò Duchessa                  | Cessò di essere Duchessa         | Morte             | Consorte                     |
| -------- | ---------------------------------------------------- | ----------------------------------------------------------------------------------------- | ---------------- | ---------------- | --------------------------------- | -------------------------------- | ----------------- | ---------------------------- |
|          | Dorotea Susanna del Palatinato                       | Federico III, Elettore Palatino (Wittelsbach)                                             | 15 novembre 1544 | 15 giugno 1560   | 1572 creazione di Sassonia-Weimar | 2 marzo 1573 morte del marito    | 8 aprile 1592     | Giovanni Guglielmo           |
|          | Sofia di Württemberg                                 | Cristoforo, Duca di Württemberg (Württemberg)                                             | 20 novembre 1563 | 5 maggio 1583    | 5 maggio 1583                     | 21 luglio 1590                   | 21 luglio 1590    | Federico Guglielmo I         |
|          | Anna Maria del Palatinato-Neuburg                    | Filippo Luigi, Conte Palatino di Neuburg (Wittelsbach)                                    | 18 agosto 1575   | 9 settembre 1591 | 9 settembre 1591                  | 7 July 1602 morte del marito     | 11 febbraio 1643  | Federico Guglielmo I         |
|          | Dorotea Maria di Anhalt                              | Gioacchino Ernesto, Principe di Anhalt (Ascania)                                          | 2 luglio 1574    | 7 gennaio 1593   | 7 luglio 1602 ascesa del marito   | 18 luglio 1605 morte del marito  | 18 luglio 1617    | Giovanni                     |
|          | Eleonora Dorotea di Anhalt-Dessau                    | Giovanni Giorgio I, Principe di Anhalt-Dessau (Ascania)                                   | 16 febbraio 1602 | 23 maggio 1625   | 23 maggio 1625                    | 17 maggio 1662 morte del marito  | 26 dicembre 1664  | Guglielmo                    |
|          | Cristina Elisabetta di Schleswig-Holstein-Sonderburg | Giovanni Cristiano, Duca di Schleswig-Holstein-Sonderburg (Schleswig-Holstein-Sonderburg) | 23 giugno 1638   | 14 agosto 1656   | 17 maggio 1662 ascesa del marito  | 7 giugno 1679                    | 7 giugno 1679     | Giovanni Ernesto II          |
|          | Carlotta Maria di Sassonia-Jena                      | Bernardo II, Duca di Sassonia-Jena (Sassonia-Jena)                                        | 20 dicembre 1669 | 2 novembre 1683  | 2 novembre 1683                   | 23 agosto 1690 divorzio          | 6 gennaio 1703    | Guglielmo Ernesto co-Duca    |
|          | Sofia Augusta di Anhalt-Zerbst                       | Giovanni IV, Principe di Anhalt-Zerbst (Ascania)                                          | 9 marzo 1663     | 11 ottobre 1685  | 11 ottobre 1685                   | 14 settembre 1694                | 14 settembre 1694 | Giovanni Ernesto III co-Duca |
|          | Carlotta d'Assia-Homburg                             | Federico II, Langravio d'Assia-Homburg (Assia-Homburg)                                    | 17 giugno 1672   | 4 novembre 1694  | 4 novembre 1694                   | 10 maggio 1707 morte del marito  | 29 agosto 1738    | Giovanni Ernesto III co-Duca |
|          | Eleonora Guglielmina di Anhalt-Köthen                | Emanuele Lebrecht, Principe di Anhalt-Köthen (Ascania)                                    | 29 novembre 1694 | 24 gennaio 1716  | 24 gennaio 1716                   | 29 settembre 1728                | 29 settembre 1728 | Ernesto Augusto I            |
|          | Sofia Carlotta di Brandeburgo-Bayreuth               | Giorgio Federico Carlo, Margravio di Brandeburgo-Bayreuth (Hohenzollern)                  | 27 luglio 1713   | 7 aprile 1734    | 7 aprile 1734                     | 2 marzo 1747                     | 2 marzo 1747      | Ernesto Augusto I            |
|          | Anna Amalia di Brunswick-Wolfenbüttel                | Carlo I, Duca di Brunswick-Wolfenbüttel (Brunswick-Bevern)                                | 24 ottobre 1739  | 16 marzo 1756    | 16 marzo 1756                     | 28 maggio 1758 morte del marito  | 10 aprile 1807    | Ernesto Augusto II           |
|          | Luisa Augusta d'Assia-Darmstadt                      | Luigi IX, Langravio d'Assia-Darmstadt (Assia-Darmstadt)                                   | 30 gennaio 1757  | 3 ottobre 1775   | 3 ottobre 1775                    | 1809 unione di Weimar e Eisenach | 14 febbraio 1830  | Carlo Augusto                |

 Duchesse di Sassonia-Coburgo-Eisenach 
| Immagine | Nome                             | Padre                                            | Nascita          | Matrimonio       | Diventò Duchessa | Cessò di essere Duchessa  | Morte           | Consorte          |
| -------- | -------------------------------- | ------------------------------------------------ | ---------------- | ---------------- | ---------------- | ------------------------- | --------------- | ----------------- |
|          | Elisabetta di Mansfeld-Hinterort | Giovanni, Conte di Mansfeld-Hinterort (Mansfeld) | 1565             | 23 novembre 1591 | 23 novembre 1591 | 12 aprile 1596            | 12 aprile 1596  | Giovanni Ernesto  |
|          | Anna di Sassonia                 | Augusto, Elettore di Sassonia (Wettin)           | 16 novembre 1567 | 16 gennaio 1586  | 16 gennaio 1586  | 12 dicembre 1593 divorzio | 27 gennaio 1613 | Giovanni Casimiro |

 Duchesse di Sassonia-Coburgo 
| Prima creazione   |                                            |                                                         |                 |                   |                                  |                                  |                  |                   |
| Immagine          | Nome                                       | Padre                                                   | Nascita         | Matrimonio        | Diventò Duchessa                 | Cessò di essere Duchessa         | Morte            | Consorte          |
|                   | Margherita di Brunswick-Lüneburg           | Guglielmo il Giovane, Duca di Brunswick-Lüneburg (Welf) | 6 aprile 1573   | 16 settembre 1599 | 16 settembre 1599                | 16 luglio 1633 morte del marito  | 7 agosto 1643    | Giovanni Casimiro |
|                   | Cristina d'Assia-Kassel                    | Guglielmo IV, Langravio d'Assia-Kassel (Assia-Kassel)   | 19 ottobre 1578 | 14 maggio 1598    | 16 luglio 1633 ascesa del marito | 23 ottobre 1638 morte del marito | 19 agosto 1658   | Giovanni Ernesto  |
| Seconda creazione |                                            |                                                         |                 |                   |                                  |                                  |                  |                   |
|                   | Maria Elisabetta di Brunswick-Wolfenbüttel | Augusto il Giovane, Duca di Brunswick-Lüneburg (Welf)   | 7 gennaio 1638  | 18 luglio 1676    | 1680 ascesa del marito           | 15 febbraio 1687                 | 15 febbraio 1687 | Alberto V         |

 Duchesse di Sassonia-Eisenach 
| Prima creazione   |                                                                      |                                                              |                   |                   |                                       |                                  |                   |                     |
| Immagine          | Nome                                                                 | Padre                                                        | Nascita           | Matrimonio        | Diventò Duchessa                      | Cessò di essere Duchessa         | Morte             | Consorte            |
|                   | Cristina d'Assia-Kassel                                              | Guglielmo IV, Langravio d'Assia-Kassel (Assia-Kassel)        | 19 ottobre 1578   | 14 maggio 1598    | 14 maggio 1598                        | 23 ottobre 1638 morte del marito | 19 agosto 1658    | Giovanni Ernesto    |
| Seconda creazione |                                                                      |                                                              |                   |                   |                                       |                                  |                   |                     |
|                   | Dorotea di Sassonia-Altenburg                                        | Federico Guglielmo I di Sassonia-Weimar                      | 26 giugno 1601    | 24 giugno 1633    | 1640 Separazione di Eisenach e Weimar | 20 dicembre 1644                 | 10 aprile 1675    | Alberto             |
| Terza creazione   |                                                                      |                                                              |                   |                   |                                       |                                  |                   |                     |
|                   | Maria Elisabetta di Brunswick-Wolfenbüttel                           | Augusto il Giovane, Duca di Brunswick-Lüneburg (Welf)        | 7 gennaio 1638    | 18 gennaio 1663   | 18 gennaio 1663                       | 22 novembre 1668                 | 15 febbraio 1687  | Adolfo Guglielmo    |
|                   | Giovannetta di Sayn-Wittgenstein                                     | Ernesto di Sayn-Wittgenstein                                 | 27 agosto 1626    | 29 maggio 1661    | 23 febbraio 1671                      | 19 settembre 1686                | 28 settembre 1701 | Giovanni Giorgio I  |
|                   | Sofia Carlotta di Württemberg                                        | Eberardo III di Württemberg                                  | 22 febbraio 1671  | 20 settembre 1688 | 20 settembre 1688                     | 10 novembre 1698                 | 11 settembre 1717 | Giovanni Giorgio II |
|                   | Cristina Giuliana di Baden-Durlach                                   | Carlo Gustavo di Baden-Durlach (Zähringen)                   | 12 settembre 1678 | 27 febbraio 1697  | 10 novembre 1698 ascesa del marito    | 10 luglio 1707                   | 10 luglio 1707    | Giovanni Guglielmo  |
|                   | Maddalena Sibilla di Sassonia-Weissenfels                            | Giovanni Adolfo I di Sassonia-Weissenfels (Wettin)           | 3 settembre 1673  | 28 luglio 1708    | 28 luglio 1708                        | 28 novembre 1726                 | 28 novembre 1726  | Giovanni Guglielmo  |
|                   | Maria Cristina Felicita di Leiningen-Dachsburg-Falkenburg-Heidesheim | Giovanni, Conte di Leiningen-Dagsburg-Falkenburg (Leiningen) | 29 dicembre 1692  | 29 maggio 1727    | 29 maggio 1727                        | 14 gennaio 1729 morte del marito | 3 giugno 1734     | Giovanni Guglielmo  |
|                   | Anna Sofia Carlotta di Brandeburgo-Schwedt                           | Alberto Federico di Brandeburgo-Schwedt                      | 24 dicembre 1706  | 3 giugno 1723     | 14 gennaio 1729                       | 26 luglio 1741                   | 3 gennaio 1751    | Guglielmo Enrico    |
|                   | Sofia Carlotta di Brandeburgo-Bayreuth                               | Giorgio Federico Carlo di Brandeburgo-Bayreuth               | 27 luglio 1713    | 7 aprile 1734     | 26 luglio 1741                        | 2 marzo 1747                     | 2 marzo 1747      | Ernesto Augusto I   |
|                   | Anna Amalia di Brunswick-Wolfenbüttel                                | Carlo I di Brunswick-Wolfenbüttel                            | 24 ottobre 1739   | 16 marzo 1756     | 16 marzo 1756                         | 28 maggio 1758                   | 10 aprile 1807    | Ernesto Augusto II  |
|                   | Luisa d'Assia-Darmstadt                                              | Luigi IX d'Assia-Darmstadt                                   | 30 gennaio 1757   | 3 ottobre 1775    | 3 ottobre 1775                        | 1809                             | 14 febbraio 1830  | Carlo Augusto       |

 Duchesse di Sassonia-Altenburg 
| Prima creazione   |                                        |                                                   |                   |                   |                                  |                          |                  |                       |
| Immagine          | Nome                                   | Padre                                             | Nascita           | Matrimonio        | Diventò Duchessa                 | Cessò di essere Duchessa | Morte            | Consorte              |
|                   | Elisabetta di Brunswick-Wolfenbüttel   | Enrico Giulio di Brunswick-Lüneburg               | 23 giugno 1593    | 25 ottobre 1618   | 25 ottobre 1618                  | 1º aprile 1639           | 25 marzo 1650    | Giovanni Filippo      |
|                   | Sofia Elisabetta di Brandeburgo        | Cristiano Guglielmo di Brandeburgo (Hohenzollern) | 1º febbraio 1616  | 18 settembre 1638 | 1º aprile 1639 ascesa del marito | 16 marzo 1650            | 16 marzo 1650    | Federico Guglielmo II |
|                   | Maddalena Sibilla di Sassonia          | Giovanni Giorgio I di Sassonia (Wettin)           | 23 dicembre 1617  | 11 ottobre 1652   | 11 ottobre 1652                  | 6 gennaio 1668           | 6 gennaio 1668   | Federico Guglielmo II |
|                   | Elisabetta Sofia di Sassonia-Altenburg | Giovanni Filippo di Sassonia-Altenburg            | 10 ottobre 1619   | 24 ottobre 1636   | 14 aprile 1672                   | 26 marzo 1675            | 20 dicembre 1680 | Ernesto I             |
| Seconda creazione |                                        |                                                   |                   |                   |                                  |                          |                  |                       |
|                   | Amalia di Württemberg                  | Ludovico di Württemberg                           | 28 giugno 1799    | 24 aprile 1817    | 29 settembre 1834                | 28 novembre 1848         | 28 novembre 1848 | Giuseppe              |
|                   | Maria di Meclemburgo-Schwerin          | Federico Ludovico di Meclemburgo-Schwerin         | 31 marzo 1803     | 7 ottobre 1825    | 30 novembre 1848                 | 3 agosto 1853            | 26 ottobre 1862  | Giorgio               |
|                   | Agnese di Anhalt-Dessau                | Leopoldo IV di Anhalt-Dessau                      | 24 giugno 1824    | 28 aprile 1853    | 3 agosto 1853                    | 23 ottobre 1897          | 23 ottobre 1897  | Ernesto I             |
|                   | Adelaide di Schaumburg-Lippe           | Guglielmo di Schaumburg-Lippe                     | 22 settembre 1875 | 27 febbraio 1898  | 7 febbraio 1908                  | 13 novembre 1918         | 27 gennaio 1971  | Ernesto II            |

 Duchesse di Sassonia-Gotha 
| Immagine | Nome                                   | Padre                                  | Nascita         | Matrimonio      | Diventò Duchessa       | Cessò di essere Duchessa | Morte            | Consorte  |
| -------- | -------------------------------------- | -------------------------------------- | --------------- | --------------- | ---------------------- | ------------------------ | ---------------- | --------- |
|          | Elisabetta Sofia di Sassonia-Altenburg | Giovanni Filippo di Sassonia-Altenburg | 10 ottobre 1619 | 24 ottobre 1636 | 1640 ascesa del marito | 26 marzo 1675            | 20 dicembre 1680 | Ernesto I |

 Duchesse di Sassonia-Gotha-Altenburg 
| Duchesse di Sassonia-Gotha e Altenburg |                                           |                                                        |                   |                   |                                                      |                                |                  |              |
| Immagine                               | Nome                                      | Padre                                                  | Nascita           | Matrimonio        | Diventò Duchessa                                     | Cessò di essere Duchessa       | Morte            |              |
|                                        | Elisabetta Sofia di Sassonia-Altenburg    | Giovanni Filippo di Sassonia-Altenburg                 | 10 ottobre 1619   | 24 ottobre 1636   | 14 aprile 1672 unione personale di Altenburg e Gotha | 26 marzo 1675                  | 20 dicembre 1680 | Ernesto I    |
| Duchesse di Sassonia-Gotha-Altenburg   |                                           |                                                        |                   |                   |                                                      |                                |                  |              |
|                                        | Maddalena Sibilla di Sassonia-Weissenfels | Augusto di Sassonia-Weissenfels (Sassonia-Weissenfels) | 2 settembre 1648  | 14 novembre 1669  | 26 marzo 1675 ascesa del marito                      | 7 gennaio 1681                 | 7 gennaio 1681   | Federico I   |
|                                        | Cristina di Baden-Durlach                 | Federico VI di Baden-Durlach (Zähringen)               | 22 aprile 1645    | 14 agosto 1681    | 14 agosto 1681                                       | 2 agosto 1691 morte del marito | 21 dicembre 1705 | Federico I   |
|                                        | Maddalena Augusta di Anhalt-Zerbst        | Carlo Guglielmo di Anhalt-Zerbst                       | 13 ottobre 1679   | 7 giugno 1696     | 7 giugno 1696                                        | 23 marzo 1732                  | 11 ottobre 1740  | Federico II  |
|                                        | Luisa Dorotea di Sassonia-Meiningen       | Ernesto Luigi I di Sassonia-Meiningen                  | 10 agosto 1710    | 17 settembre 1729 | 23 marzo 1732                                        | 22 ottobre 1767                | 22 ottobre 1767  | Federico III |
|                                        | Carlotta di Sassonia-Meiningen            | Antonio Ulrico di Sassonia-Meiningen                   | 11 settembre 1751 | 21 marzo 1769     | 10 marzo 1772                                        | 20 aprile 1804                 | 25 aprile 1827   | Ernesto II   |
|                                        | Carolina Amalia di Assia-Kassel           | Guglielmo I d'Assia                                    | 11 luglio 1771    | 24 aprile 1802    | 20 aprile 1804                                       | 27 maggio 1822                 | 22 febbraio 1848 | Augusto      |

 Duchesse di Sassonia-Marksuhl 
| Immagine | Nome                             | Padre                                                   | Nascita        | Matrimonio     | Diventò Duchessa                 | Cessò di essere Duchessa                       | Morte             | Consorte           |
| -------- | -------------------------------- | ------------------------------------------------------- | -------------- | -------------- | -------------------------------- | ---------------------------------------------- | ----------------- | ------------------ |
|          | Giovannetta di Sayn-Wittgenstein | Ernesto, Conte di Sayn-Wittgenstein (Sayn-Wittgenstein) | 27 agosto 1632 | 29 maggio 1661 | 17 maggio 1662 ascesa del marito | 23 febbraio 1671 Unione di Marksuhl e Eisenach | 28 settembre 1701 | Giovanni Giorgio I |

 Duchesse di Sassonia-Jena 
| Immagine | Nome                            | Padre                                | Nascita         | Matrimonio     | Diventò Duchessa       | Cessò di essere Duchessa       | Morte          | Consorte    |
| -------- | ------------------------------- | ------------------------------------ | --------------- | -------------- | ---------------------- | ------------------------------ | -------------- | ----------- |
|          | Marie Charlotte de La Trémoille | Henri de La Trémoille (La Trémoille) | 26 gennaio 1632 | 18 luglio 1662 | 1672 ascesa del marito | 3 maggio 1678 morte del marito | 24 agosto 1682 | Bernardo II |

 Duchesse di Sassonia-Eisenberg 
| Immagine | Nome                            | Padre                                                   | Nascita        | Matrimonio       | Diventò Duchessa | Cessò di essere Duchessa        | Morte          | Consorte  |
| -------- | ------------------------------- | ------------------------------------------------------- | -------------- | ---------------- | ---------------- | ------------------------------- | -------------- | --------- |
|          | Cristiana di Sassonia-Merseburg | Cristiano I, Duca di Sassonia-Merseburg (Wettin)        | 1º giugno 1659 | 13 febbraio 1677 | 13 febbraio 1677 | 13 marzo 1679                   | 13 marzo 1679  | Cristiano |
|          | Sofia Maria d'Assia-Darmstadt   | Luigi VI, Langravio d'Assia-Darmstadt (Assia-Darmstadt) | 7 maggio 1661  | 9 febbraio 1681  | 9 febbraio 1681  | 28 aprile 1707 morte del marito | 22 agosto 1712 | Cristiano |

 Duchesse di Sassonia-Hildburghausen 
| Immagine | Nome                                             | Padre                                                     | Nascita           | Matrimonio       | Diventò Duchessa | Cessò di essere Duchessa           | Morte            | Consorte             |
| -------- | ------------------------------------------------ | --------------------------------------------------------- | ----------------- | ---------------- | ---------------- | ---------------------------------- | ---------------- | -------------------- |
|          | Sofia Enrichetta di Waldeck                      | Giorgio Federico di Waldeck                               | 3 agosto 1662     | 30 novembre 1680 | 30 novembre 1680 | 15 ottobre 1702                    | 15 ottobre 1702  | Ernesto              |
|          | Sofia Albertina di Erbach-Erbach                 | Giorgio Luigi I di Erbach-Erbach                          | 30 luglio 1683    | 4 febbraio 1704  | 17 ottobre 1715  | 9 marzo 1724                       | 4 settembre 1742 | Ernesto Federico I   |
|          | Carolina di Erbach-Fürstenau                     | Filippo Carlo di Erbach-Fürstenau                         | 29 settembre 1700 | 19 giugno 1726   | 19 giugno 1726   | 13 agosto 1745                     | 7 maggio 1758    | Ernesto Federico II  |
|          | Luisa di Danimarca                               | Cristiano VI di Danimarca (Oldenburg)                     | 19 ottobre 1726   | 1º ottobre 1749  | 1º ottobre 1749  | 8 agosto 1756                      | 8 agosto 1756    | Ernesto Federico III |
|          | Cristiana Sofia Carlotta di Brandeburgo-Bayreuth | Federico Cristiano di Brandeburgo-Bayreuth (Hohenzollern) | 15 ottobre 1733   | 20 gennaio 1757  | 20 gennaio 1757  | 8 ottobre 1757                     | 8 ottobre 1757   | Ernesto Federico III |
|          | Ernestina Augusta di Sassonia-Weimar             | Ernesto Augusto I di Sassonia-Weimar (Sassonia-Weimar)    | 4 gennaio 1740    | 1º luglio 1758   | 1º luglio 1758   | 23 settembre 1780 morte del marito | 10 giugno 1786   | Ernesto Federico III |
|          | Carlotta Giorgina di Meclemburgo-Strelitz        | Carlo II di Meclemburgo-Strelitz                          | 17 novembre 1769  | 3 settembre 1785 | 3 settembre 1785 | 14 maggio 1818                     | 14 maggio 1818   | Federico             |

 Duchesse di Sassonia-Römhild 
| Immagine | Nome                               | Padre                                                   | Nascita       | Matrimonio    | Diventò Duchessa | Cessò di essere Duchessa        | Morte          | Consorte |
| -------- | ---------------------------------- | ------------------------------------------------------- | ------------- | ------------- | ---------------- | ------------------------------- | -------------- | -------- |
|          | Maria Elisabetta d'Assia-Darmstadt | Luigi VI, Langravio d'Assia-Darmstadt (Assia-Darmstadt) | 11 marzo 1656 | 1º marzo 1676 | 1º marzo 1676    | 13 maggio 1710 morte del marito | 16 agosto 1715 | Enrico   |

 Duchesse di Sassonia-Saalfeld 
| Immagine | Nome                                   | Padre                                            | Nascita          | Matrimonio       | Diventò Duchessa | Cessò di essere Duchessa | Morte            | Consorte            |
| -------- | -------------------------------------- | ------------------------------------------------ | ---------------- | ---------------- | ---------------- | ------------------------ | ---------------- | ------------------- |
|          | Sofia Edvige di Sassonia-Merseburg     | Cristiano I, Duca di Sassonia-Merseburg (Wettin) | 4 agosto 1660    | 18 febbraio 1680 | 18 febbraio 1680 | 2 agosto 1686            | 2 agosto 1686    | Giovanni Ernesto IV |
|          | Carlotta Giovanna di Waldeck-Wildungen | Giosea II, Conte di Waldeck-Wildungen (Waldeck)  | 13 dicembre 1664 | 2 dicembre 1690  | 2 dicembre 1690  | 1º febbraio 1699         | 1º febbraio 1699 | Giovanni Ernesto IV |

 Duchesse di Sassonia-Meiningen 
| Immagine | Nome                                          | Padre                                                                   | Nascita           | Matrimonio        | Diventò Duchessa                 | Cessò di essere Duchessa          | Morte            | Consorte         |
| -------- | --------------------------------------------- | ----------------------------------------------------------------------- | ----------------- | ----------------- | -------------------------------- | --------------------------------- | ---------------- | ---------------- |
|          | Maria Edvige d'Assia-Darmstadt                | Giorgio II, Langravio d'Assia-Darmstadt (Assia-Darmstadt)               | 26 novembre 1647  | 20 novembre 1671  | 26 marzo 1675 ascesa del marito  | 19 aprile 1680                    | 19 aprile 1680   | Bernardo I       |
|          | Elisabetta Eleonora di Brunswick-Wolfenbüttel | Antonio Ulrico, Duca di Brunswick-Wolfenbüttel (Welf)                   | 30 settembre 1658 | 25 gennaio 1681   | 25 gennaio 1681                  | 27 aprile 1706 morte del marito   | 15 marzo 1729    | Bernardo I       |
|          | Dorotea Maria di Sassonia-Gotha-Altenburg     | Federico I, Duca di Sassonia-Gotha-Altenburg (Sassonia-Gotha-Altenburg) | 22 gennaio 1674   | 19 settembre 1704 | 27 aprile 1706 ascesa del marito | 18 aprile 1713                    | 18 aprile 1713   | Ernesto Luigi I  |
|          | Elisabetta Sofia di Brandeburgo               | Federico Guglielmo, Elettore di Brandeburgo (Hohenzollern)              | 5 aprile 1674     | 3 giugno 1714     | 3 giugno 1714                    | 24 novembre 1724 morte del marito | 22 novembre 1748 | Ernesto Luigi I  |
|          | Carlotta Amalia d'Assia-Philippsthal          | Carlo I d'Assia-Philippsthal                                            | 11 agosto 1730    | 26 settembre 1750 | 26 settembre 1750                | 27 gennaio 1763                   | 7 settembre 1801 | Antonio Ulrico   |
|          | Luisa di Stolberg-Gedern                      | Cristiano Carlo di Stolberg-Gedern                                      | 13 ottobre 1764   | 5 giugno 1780     | 5 giugno 1780                    | 21 luglio 1782                    | 24 maggio 1834   | Augusto Federico |
|          | Luisa Eleonora di Hohenlohe-Langenburg        | Cristiano Alberto di Hohenlohe-Langenburg                               | 11 agosto 1763    | 27 novembre 1782  | 27 novembre 1782                 | 24 dicembre 1803                  | 30 aprile 1837   | Giorgio I        |
|          | Maria Federica d'Assia-Kassel                 | Guglielmo II d'Assia                                                    | 6 settembre 1804  | 23 marzo 1825     | 23 marzo 1825                    | 20 settembre 1866                 | 4 gennaio 1888   | Bernardo II      |
|          | Feodora di Hohenlohe-Langenburg               | Ernesto I di Hohenlohe-Langenburg                                       | 7 luglio 1839     | 23 ottobre 1858   | 20 settembre 1866                | 30 marzo 1872                     | 30 marzo 1872    | Giorgio II       |
|          | Carlotta di Prussia                           | Federico III di Germania                                                | 24 luglio 1860    | 18 febbraio 1878  | 25 giugno 1914                   | 10 novembre 1918                  | 1º ottobre 1919  | Bernardo III     |

 Duchesse di Sassonia-Coburgo-Saalfeld 
| Immagine | Nome                                    | Padre                                       | Nascita          | Matrimonio     | Diventò Duchessa  | Cessò di essere Duchessa | Morte            | Consorte           |
| -------- | --------------------------------------- | ------------------------------------------- | ---------------- | -------------- | ----------------- | ------------------------ | ---------------- | ------------------ |
|          | Anna Sofia di Schwarzburg-Rudolstadt    | Luigi Federico I di Schwarzburg-Rudolstadt  | 9 settembre 1700 | 2 gennaio 1723 | 4 settembre 1745  | 16 settembre 1764        | 11 dicembre 1780 | Francesco Giosea   |
|          | Sofia Antonia di Brunswick-Wolfenbüttel | Ferdinando Alberto II di Brunswick-Lüneburg | 3 gennaio 1724   | 23 aprile 1749 | 16 settembre 1764 | 8 settembre 1800         | 17 marzo 1802    | Ernesto Federico   |
|          | Augusta di Reuss-Ebersdorf              | Enrico XXIV di Reuss-Ebersdorf              | 19 gennaio 1757  | 13 giugno 1777 | 8 settembre 1800  | 9 dicembre 1806          | 16 novembre 1831 | Francesco Federico |
|          | Luisa di Sassonia-Gotha-Altenburg       | Augusto di Sassonia-Gotha-Altenburg         | 21 dicembre 1800 | 31 luglio 1817 | 31 luglio 1817    | 31 marzo 1826            | 30 agosto 1831   | Ernesto III        |

 Duchesse di Sassonia-Coburgo-Gotha 
| Immagine | Nome                                    | Padre                                                           | Nascita           | Matrimonio       | Diventò Duchessa | Cessò di essere Duchessa | Morte             | Consorte      |
| -------- | --------------------------------------- | --------------------------------------------------------------- | ----------------- | ---------------- | ---------------- | ------------------------ | ----------------- | ------------- |
|          | Maria di Württemberg                    | Alessandro di Württemberg                                       | 17 settembre 1799 | 23 dicembre 1832 | 23 dicembre 1832 | 29 gennaio 1844          | 24 settembre 1860 | Ernesto I     |
|          | Alessandrina di Baden                   | Leopoldo di Baden                                               | 6 dicembre 1820   | 13 maggio 1842   | 29 gennaio 1844  | 22 agosto 1893           | 20 dicembre 1904  | Ernesto II    |
|          | Maria Aleksandrovna di Russia           | Alessandro II di Russia                                         | 17 ottobre 1853   | 23 gennaio 1874  | 22 agosto 1893   | 30 luglio 1900           | 24 ottobre 1920   | Alfredo       |
|          | Vittoria Adelaide di Schleswig-Holstein | Federico Ferdinando di Schleswig-Holstein-Sonderburg-Glücksburg | 31 dicembre 1885  | 11 ottobre 1905  | 11 ottobre 1905  | 14 novembre 1918         | 3 ottobre 1970    | Carlo Edoardo |

 Duchesse di Sassonia-Weimar-Eisenach 
| Immagine | Nome                    | Padre                      | Nascita         | Matrimonio     | Diventò Duchessa                 | Cessò di essere Duchessa            | Morte            | Consorte      |
| -------- | ----------------------- | -------------------------- | --------------- | -------------- | -------------------------------- | ----------------------------------- | ---------------- | ------------- |
|          | Luisa d'Assia-Darmstadt | Luigi IX d'Assia-Darmstadt | 30 gennaio 1757 | 3 ottobre 1775 | 1809 Unione di Weimar e Eisenach | 21 aprile 1815 Diventa Granduchessa | 14 febbraio 1830 | Carlo Augusto |

 Granduchesse di Sassonia-Weimar-Eisenach 
| Immagine | Nome                          | Padre                                   | Nascita          | Matrimonio      | Diventò Granduchessa                        | Cessò di essere Granduchessa | Morte            | Consorte          |
| -------- | ----------------------------- | --------------------------------------- | ---------------- | --------------- | ------------------------------------------- | ---------------------------- | ---------------- | ----------------- |
|          | Luisa d'Assia-Darmstadt       | Luigi IX d'Assia-Darmstadt              | 30 gennaio 1757  | 3 ottobre 1775  | 21 aprile 1815 venne elevata a Granduchessa | 14 giugno 1828               | 14 febbraio 1830 | Carlo Augusto     |
|          | Maria Pavlovna di Russia      | Paolo I di Russia                       | 16 febbraio 1786 | 3 agosto 1804   | 14 giugno 1828                              | 8 luglio 1853                | 23 giugno 1859   | Carlo Federico    |
|          | Sofia dei Paesi Bassi         | Guglielmo II dei Paesi Bassi            | 8 aprile 1824    | 8 ottobre 1842  | 8 luglio 1853                               | 23 marzo 1897                | 23 marzo 1897    | Carlo Alessandro  |
|          | Carolina di Reuss-Greiz       | Enrico XXII di Reuss-Greiz              | 13 luglio 1884   | 30 aprile 1903  | 30 aprile 1903                              | 17 gennaio 1905              | 17 gennaio 1905  | Guglielmo Ernesto |
|          | Feodora di Sassonia-Meiningen | Federico Giovanni di Sassonia-Meiningen | 29 maggio 1890   | 21 gennaio 1910 | 21 gennaio 1910                             | 9 novembre 1918              | 12 marzo 1972    | Guglielmo Ernesto |

## Regno di Sassonia
Regine di Sassonia 
| Immagine | Nome                             | Padre                                      | Nascita          | Matrimonio       | Diventò Regina   | Cessò di essere Regina | Morte             | Consorte            |
| -------- | -------------------------------- | ------------------------------------------ | ---------------- | ---------------- | ---------------- | ---------------------- | ----------------- | ------------------- |
|          | Amalia di Zweibrücken-Birkenfeld | Federico Michele di Zweibrücken-Birkenfeld | 10 maggio 1752   | 29 gennaio 1769  | 20 dicembre 1806 | 5 maggio 1827          | 15 novembre 1828  | Federico Augusto I  |
|          | Maria Teresa d'Austria           | Leopoldo II d'Asburgo-Lorena               | 30 gennaio 1757  | 8 ottobre 1787   | 5 maggio 1827    | 7 novembre 1827        | 7 novembre 1827   | Antonio             |
|          | Maria Anna di Baviera            | Massimiliano I Giuseppe di Baviera         | 27 gennaio 1805  | 24 aprile 1833   | 6 giugno 1836    | 9 agosto 1854          | 13 settembre 1877 | Federico Augusto II |
|          | Amalia Augusta di Baviera        | Massimiliano I Giuseppe di Baviera         | 13 novembre 1801 | 22 novembre 1822 | 9 agosto 1854    | 29 ottobre 1873        | 8 novembre 1877   | Giovanni            |
|          | Carola di Vasa                   | Gustavo di Vasa                            | 5 agosto 1833    | 18 giugno 1853   | 29 ottobre 1873  | 19 giugno 1902         | 15 dicembre 1907  | Alberto             |

## Principesse Ereditarie di Sassonia
Principesse ereditarie di Sassonia 
| Immagine | Nome                     | Padre                         | Nascita          | Matrimonio        | Diventò Principessa | Cessò di essere Principessa | Morte            | Consorte                                      |
| --- | ------------------------ | ----------------------------- | ---------------- | ----------------- | ------------------- | --------------------------- | ---------------- | --------------------------------------------- |
| | Maria Carolina di Savoia | Vittorio Amedeo III di Savoia | 17 gennaio 1764  | 28 settembre 1781 | 28 settembre 1781   | 28 dicembre 1782            | 28 dicembre 1782 | Antonio di Sassonia                           |
| | Carolina Maria di Parma  | Ferdinando I di Parma         | 22 novembre 1770 | 9 maggio 1792     | 9 maggio 1792       | 1º marzo 1804               | 1º marzo 1804    | Massimiliano, principe ereditario di Sassonia |
| | Maria Luisa di Parma     | Ludovico I di Etruria         | 2 ottobre 1802   | 25 novembre 1825  | 25 novembre 1825    | 18 marzo 1857               | 18 marzo 1857    | Massimiliano, principe ereditario di Sassonia |
| | Maria Carolina d'Austria | Francesco I d'Austria         | 8 aprile 1801    | 26 settembre 1819 | 26 settembre 1819   | 22 maggio 1832              | 22 maggio 1832   | Federico Augusto II di Sassonia               |
| | Maria Anna di Portogallo | Ferdinando II del Portogallo  | 21 agosto 1843   | 11 maggio 1859    | 11 maggio 1859      | 5 febbraio 1884             | 5 febbraio 1884  | Giorgio di Sassonia                           |
| | Luisa di Toscana         | Ferdinando IV di Toscana      | 2 dicembre 1870  | 21 novembre 1891  | 21 novembre 1891    | 11 febbraio 1903            | 23 marzo 1947    | Federico Augusto III di Sassonia              |
| Le principesse ereditarie di Sassonia erano le mogli di principi che rinunciarono ai propri diritti al trono rimanendo solo principi del regno di Sassonia o morirono prima dell'avvenuto al trono del marito. |                          |                               |                  |                   |                     |                             |                  |                                               |

 Principesse ereditarie di Sassonia-Meiningen 
| Immagine | Nome                | Padre              | Nascita        | Matrimonio     | Diventò Principessa | Cessò di essere Principessa | Morte         | Consorte                         |
| -------- | ------------------- | ------------------ | -------------- | -------------- | ------------------- | --------------------------- | ------------- | -------------------------------- |
|          | Carlotta di Prussia | Alberto di Prussia | 21 giugno 1831 | 18 maggio 1850 | 18 maggio 1850      | 30 marzo 1855               | 30 marzo 1855 | Giorgio II di Sassonia-Meiningen |